# Silene gevasica
Silene gevasica är en nejlikväxtart som beskrevs av Hamzaoglu. Silene gevasica ingår i släktet glimmar, och familjen nejlikväxter. Inga underarter finns listade i Catalogue of Life.